# Mohammed Iya
Pour les articles homonymes, voir Iya.
Mohammed Iya a été le président de la fédération camerounaise de football de 2000 à 2013. 

## Biographie
Il a participé à la création du club de football le Cotonsport Garoua en 1989 via notamment un sponsoring à travers la société Sodecoton dont il est le PDG. De 1998 à 2000, il devient président de la Fédération camerounaise de football. Via une cellule de gestion temporaire mise en place par la FIFA. C'est en 2000 qu'il est officiellement élu à la tête de cette même fédération puis réélu en 2005 et en 2009. Le 3 septembre 2015, il est reconnu coupable de détournement de fonds public et condamné à 15 ans d'emprisonnement ferme.